# Cote Z (statistiques)
La cote Z correspond au nombre d'écarts types séparant une donnée de la moyenne dans la distribution d’une variable aléatoire. Il s’agit d’une statistique largement utilisée dans l’analyse de données quantitatives, dans tous les domaines scientifiques où une telle analyse est pertinente. Pour une compréhension générale de la cote Z, consulter des ouvrages d’introduction aux statistiques où est discuté le positionnement d’une donnée dans une distribution statistique. 
Cet article concerne une utilisation très spécifique de la cote Z. En effet, cette cote a été utilisée pendant une certaine période pour évaluer le rendement des étudiants collégiaux québécois par les universités lors du processus de sélection des dossiers d’admission. La cote utilisée actuellement pour la sélection universitaire est une transformation de la cote Z qui est maintenant désignée par cote R (cote de rendement collégial).

## Évaluation
La cote Z est une variable centrée réduite :
{\displaystyle {CoteZ=}{\frac {X-\mu {}}{\sigma }}}
où
- {\displaystyle {CoteZ}} : différence entre le résultat et la moyenne, divisé par l'écart-type
- {\displaystyle X} : valeur
- {\displaystyle \mu {}} : Moyenne du groupe
- {\displaystyle \sigma {}} : Écart type du groupe

## Historique
Les universités du Québec utilisaient la cote Z jusqu'en 1994 pour sélectionner les étudiants. Fondée uniquement sur la force de l'étudiant par rapport à son groupe, elle ne prenait pas en considération la force relative de ce dernier par rapport aux autres groupes. La cote R a été instaurée pour corriger cette lacune avec d'autres paramètres.